# Pera (fruita)

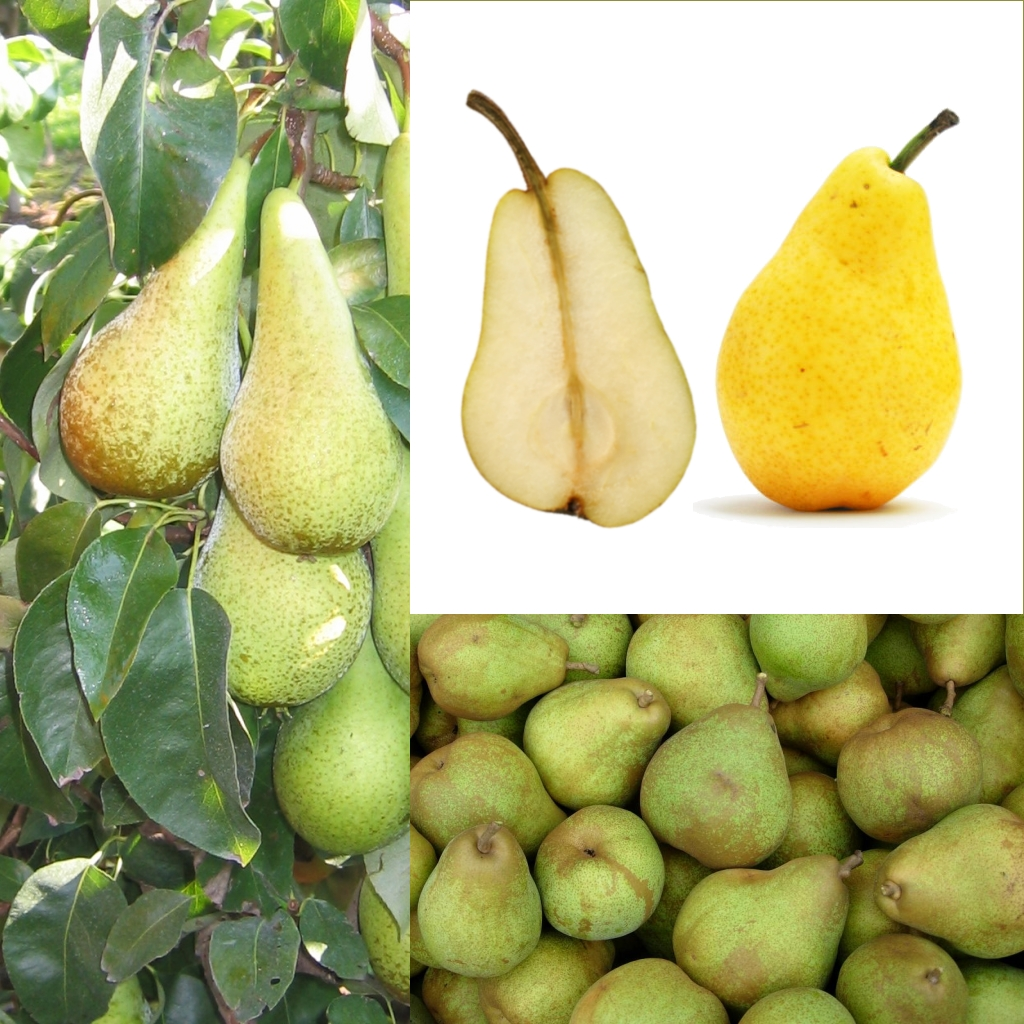
Peres

La pera és el fruit de les pereres, diverses espècies d'arbres caducifoli del gènere Pyrus, encara que normalment quan es parla del fruit comestible es tracta de la perera comuna (Pyrus communis). És una fruita sucosa i carnosa i una de les més importants de les regions temperades.
Existeixen prop de trenta varietats de peres; de diferents colors, textures i gusts.

## Propietats
Molt apreciada per les seves propietats nutritives i el seu delicat gust. Es recomana en règims pel seu baix contingut calòric, prop de 53 calories per cada 100 grams. Conté vitamines  B1,  B2 i niacina o B3, totes del Complex B, que regulen el sistema nerviós i l'aparell digestiu; fortifiquen el múscul cardíac; protegeixen la pell i el cabell i són essencials per al creixement. També vitamines  A i  C, és rica en minerals com calci, fòsfor, magnesi, coure i potassi, a més a més de tanís, àcids oleic, palmític, glutamínic. cafeico, linoleic, aspàrtic, àcid fòlic i ascòrbic. El seu contingut de fibra millora la digestió. Té propietats astringents.
A Espanya tenen denominació d'origen les peres de Jumilla (Múrcia) i les de Rincón de Soto ( La Rioja). També tenen denominació les peres de Lleida (Catalunya)
| Pera crua (valor nutritiu per cada 100g) |                                |                               |                           |
| Aigua: 83,71 g                           | restes totals: 0,33 g          | fibra: 3,1 g                  | valor energèétic: 58 kcal |
| sucre simple: 9,80 g                     | glúcids: 15,46 g               | proteïnes: 0,38 g             | lípids: 0,12 g            |
| Oligoelements                            |                                |                               |                           |
| potassi: 119 mg                          | fòsfor: 11 mg                  | calci: 9 mg                   | magnesi: 7 mg             |
| sodi: 1 mg                               | ferro: 170 µg                  | coure: 82 µg                  | zinc: 100 µg              |
| Vitamines                                |                                |                               |                           |
| vitamina C: 4,2 mg                       | vitamina B1: 12 µg             | vitamina B2: 25 µg            | vitamina B3: 157 µg       |
| vitamina B5: 48 µg                       | vitamina B6: 28 µg             | vitamina B9: 0 µg             | vitamina B₁₂: 0 µg        |
| vitamina A: 23 UI                        | retinol: 0 µg                  | vitamina E: 0,12 µg           | vitamina K: 4,5 µg        |
| Greixos                                  |                                |                               |                           |
| greixos saturades: 6 mg                  | greixos monoinsaturades: 26 mg | greixos poliinsaturats: 29 mg | colesterol: 0 mg          |

## Varietats
Existeixen més de 30 varietats de peres, de diferents colors, textures i sabors.
Podem classificar entre peres d'estiu (les que no necessiten fred per madurar) i peres d'hivern (les que necessiten fred per madurar així que empren una major conservació) .
Les principals varietats produïdes al món són la 'Bartlett' (pera d'estiu) i la 'Beurré d'Anjou' (pera d'hivern). Aquests dos cultius presenten mutacions de pell vermella com la 'Red Bartlett' i la 'Red Anjou'. Altres varietats consumides són la 'Packham's Triumph' i la mutació vermella 'Beurré Bosc' (pera d'hivern) i la 'Clapp's Favorite' i la seva mutuació 'Red Clapp's' (pera d'estiu).

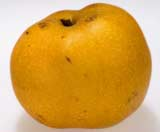
La pera asiàtica, que canvia de color segons l'estació de l'any, des del verd fins al taronja; passant pel vermell.

## Etimologia
El nom de pera prové del llatí vulgar pera (plural del substantiu neutre pirum- i de la segona declinació) paraula que s'ha adoptat quasi sense modificació fins als nostres dies, en altres llengües com l'anglès (pear) l'origen prové de les llengües germàniques occidentals pera. En alguns països d'Hispanoamèrica se li diu perejea o kuali ortayumma (es tradueix com «testicle verd»), forma en què els indígenes Paeces, de Colòmbia, anomenen aquesta fruita.

## Usos
El principal ús del fruit és gastronòmic, s'utilitza freqüentment com a fruita de postres i a la indústria conservera per elaborar compotes i melmelades. A Europa s'utilitza la pera a l'elaboració de confitura de pera (sidra de pera), molt popular a Gran Bretanya particularment a l'oest i Gal·les. A França especialment en Normandia i Anjou. La pera també és utilitzada en moltes cultures per acompanyar el rocafort.